# 코치킬디노
코크킬디노(러시아어: Кочкильдино, Kochkildino)는 러시아 바슈코르탄 공화국 미슈킨스키 지구의 Akbulatovsky Selsoviet에 위치한 시골 지역(마을)이다. 2010년 기준 인구는 3명이며, 거리는 1개 있다. 바슈코르탄어로는 Күскилде(Küskilde)이다.

## 지리학
코치킬디노는 구도의 행정 중심지인 미슈키노에서 도로로 약 18km 남쪽에 위치한다. 가장 가까운 시골 지역은 사바예보이다.